# Заспокоєння дорожнього руху

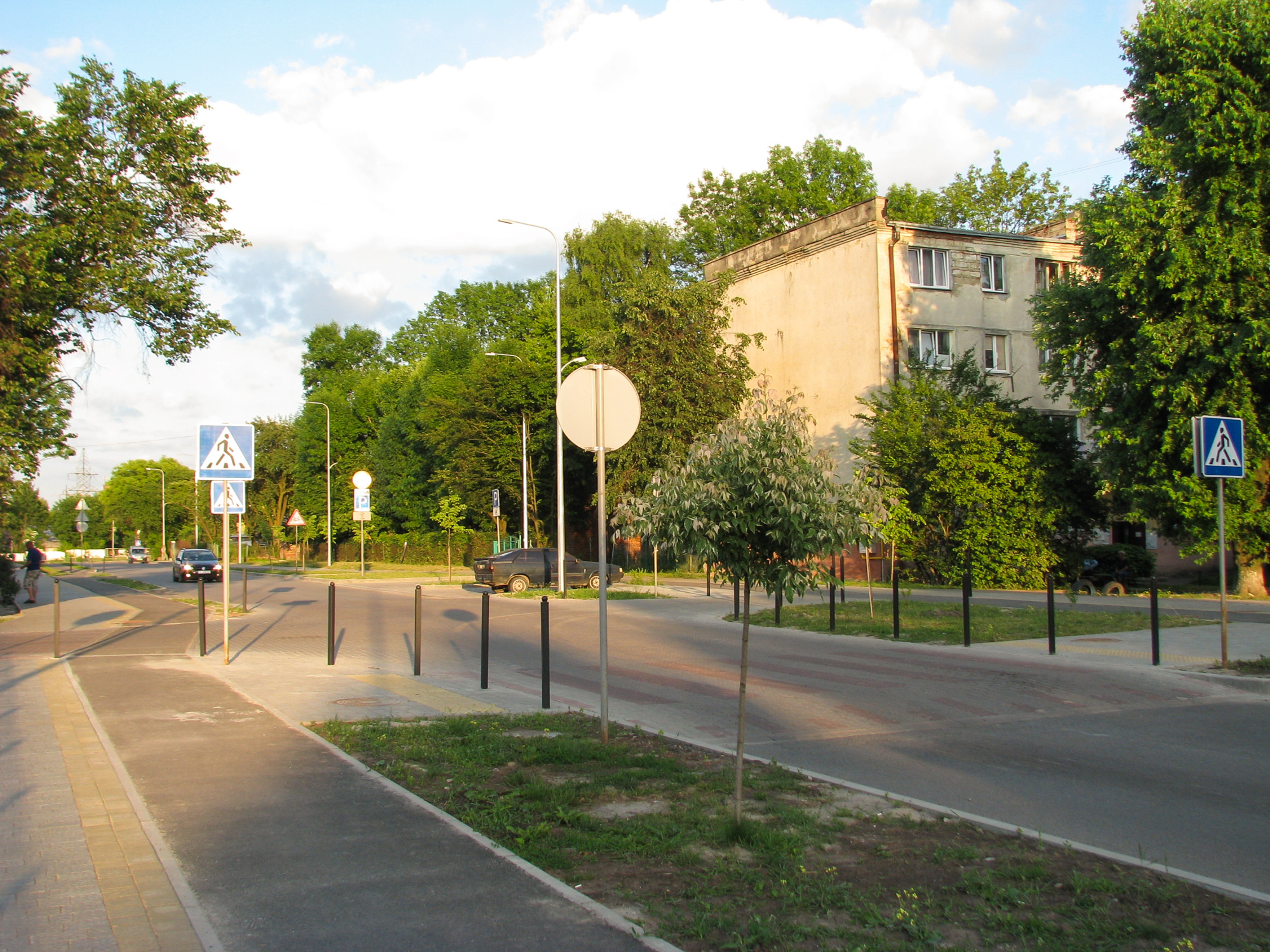
Підняте перехрестя у Львові

Заспокоєння дорожнього руху — сукупність фізичних інфраструктурних та інших заходів для підвищення безпеки для автомобілістів, пішоходів, велосипедистів та інших учасників дорожнього руху. Це є інструментом боротьби з перевищенням швидкості та іншою небезпечною поведінкою водіїв на вулицях та дорогах. Він спрямований на заохочення безпечнішого та відповідальнішого водіння і потенційно може зменшити транспортні потоки. Міські планувальники та інженери дорожнього руху мають багато стратегій для заспокоєння руху, включаючи звуження доріг, штучні дорожні нерівності та ін. Такі заходи поширені в Європі (особливо в Північній Європі) та Австралії. Заспокоєння дорожнього руху є дослівним перекладом німецького слова Verkehrsberuhigung — вперше цей термін англійською мовою опублікувала у 1985 році Кармен Хасс-Клау.

## Історія
На початку свого розвитку у Великій Британії в 1930-х роках заспокоєння дорожнього руху ґрунтувалося на ідеї захисту житлових районів від наскрізного руху транспорту. Згодом його почали цінувати за здатність підвищувати безпеку пішоходів і зменшувати рівень шуму та забруднення повітря від дорожнього руху.
Протягом більшої частини 20-го століття вулиці проєктували інженери, перед якими стояло завдання забезпечити безперешкодний рух автотранспорту, а не сприяти виконанню інших функцій вулиць. Ініціативи щодо заспокоєння дорожнього руху стали враховувати й інші функції проєктування. Наприклад, було доведено, що автомобільний рух серйозно погіршує соціальні та рекреаційні функції громадських вулиць. Дослідження «Життєздатні вулиці», проведене Дональдом Епплярдом (1981), показало, що мешканці вулиць з легким рухом мали в середньому на три більше друзів і вдвічі більше знайомих, ніж мешканці вулиць з інтенсивним рухом, які в інших відношеннях були схожими за розмірами, доходами тощо.

## Заходи для заспокоєння руху
Дорожні інженери (проєктанти/проєктувальники), обговорюючи питання зниження швидкості руху, посилаються на три «Е» (англ. engineering, (community) education, and (police) enforcement): інженерія, (громадська) освіта та (поліцейське) забезпечення дотримання правил дорожнього руху. Оскільки дослідження з управління дорожнім рухом у житлових районах показали, що мешканці часто грішать перевищенням швидкості у своїх районах, в інструкціях зі зниження швидкості руху (наприклад, у Hass-Klau та ін., 1992) підкреслюється, що найефективніші плани зі зниження швидкості руху включають усі три компоненти — що самі по собі інженерні заходи не дадуть задовільних результатів.

### Інженерні заходи
Інженерні заходи передбачають фізичну зміну планування або зовнішнього вигляду дороги з метою активного або пасивного зниження швидкості руху одним з декількох способів:
- збільшення когнітивного (пізнавального) навантаження на водія (ускладнення водіння)
- збільшення ймовірності того, що перешкода на дорозі сповільнить або тимчасово зупинить автомобілістів, наприклад, заміна автобусної зупинки (не павільйону) в кишені чи при бордюрі на антикишеню (виступ за межі тротуару), створення умов для транспортних засобів громадського транспорту, в яких вони зупиняються для посадки й висадки пасажирів на смузі руху, замість того, щоб з'їжджати в кишеню і пропускати автомобілі
- збільшення ймовірності дискомфорту для водіїв та пасажирів або навіть фізичного пошкодження транспортного засобу, якщо не дотримуватися швидкісних обмежень наприклад, на «лежачих поліцейських» (дорожніх пагорбів).

Заходи включають облаштування піднятих пішохідних переходів, дорожніх пагорбів, шикан, розширення бордюрів, модальних фільтрів (обмежувачі проїзду окремих типів транспортних засобів), а також схеми ОДР «житлова зона» та «спільний простір» (англ. shared space). Місто Гільден у Німеччині досягло показника 24 % поїздок на двоколісному транспорті, головним чином завдяки заспокоєнню дорожнього руху та використанню зон зі швидкістю 30 км/год.
У 1999 році в Нідерландах було вже понад 6000 житлових зон (woonerven), де велосипедисти і пішоходи мають законну перевагу над автомобілями і де застосовується обмеження до «пішохідної швидкості» для моторизованого транспорту. Однак деякі схеми «заспокоєння руху» у Великій Британії та Ірландії, особливо ті, що передбачають обмеження проїзду, розглядаються як вкрай несприятливі, а також як такі, що призводять до загибелі або каліцтв серед велосипедистів та пішоходів.
Низка візуальних змін на дорогах заохочує до більш уважного водіння, зниження швидкості, зменшення аварійності та більшої схильності поступатися дорогою пішоходам. Візуальне заспокоєння дорожнього руху включає звуження ширини смуг руху (до 2,75- 3,0 м), дорожню дієту (зменшення кількості смуг), висадку дерев вздовж вулиць, облаштування вуличного паркування, а також розміщення будівель у міському стилі впритул до вулиць.
Фізичні пристрої включають дорожні пагорби, «дорожні подушки», «берлінські подушки» та «табло швидкості», розраховані на потрібну швидкість. Такі заходи зазвичай уповільнюють швидкість автомобілів до 16-40 км/год. Більшість таких засобів виготовлені з асфальту або бетону, але гумові засоби заспокоєння дорожнього руху стають ефективною альтернативою, що має низку переваг (швидкий монтаж та демонтаж, нижча вартість, наявність «вмонтованої» розмітки тощо).
Заспокоєння дорожнього руху може включати наступні інженерні заходи, згруповані за схожістю методу:

#### Звуження
Звуження смуг руху робить повільнішу швидкість більш природною для водіїв і менш нав'язливою, ніж інші заходи, що обмежують швидкість або вибір маршруту. Заходи зі звуження включають:
- Звуження смуги руху може бути створене шляхом розширення тротуарів, додавання стовпчиків або озеленення, а також додавання велодоріжки або вуличного паркування.
- Антикишені (англ. Curb extensions) звужують ширину проїжджої частини на пішохідних переходах чи перехрестях.
- Чокери (англ. Chokers) — це розширення бордюрів, які звужують проїжджу частину до однієї смуги в певних точках.
- Дорожня дієта — прибирає смугу з вулиці. Наприклад, дозвіл на паркування з одного або обох боків вулиці, щоб зменшити кількість смуг для руху, або ж створення лівоповоротної смуги посередині проїжджої частини.
- Острівці безпеки посеред вулиці можуть допомогти зменшити ширину смуги руху.
- Перетворення вулиць з одностороннім рухом на вулиці з двостороннім рухом змушує протилежні транспортні потоки рухатися в безпосередній близькості, що вимагає більш обережного водіння.

#### Вертикальне відхилення

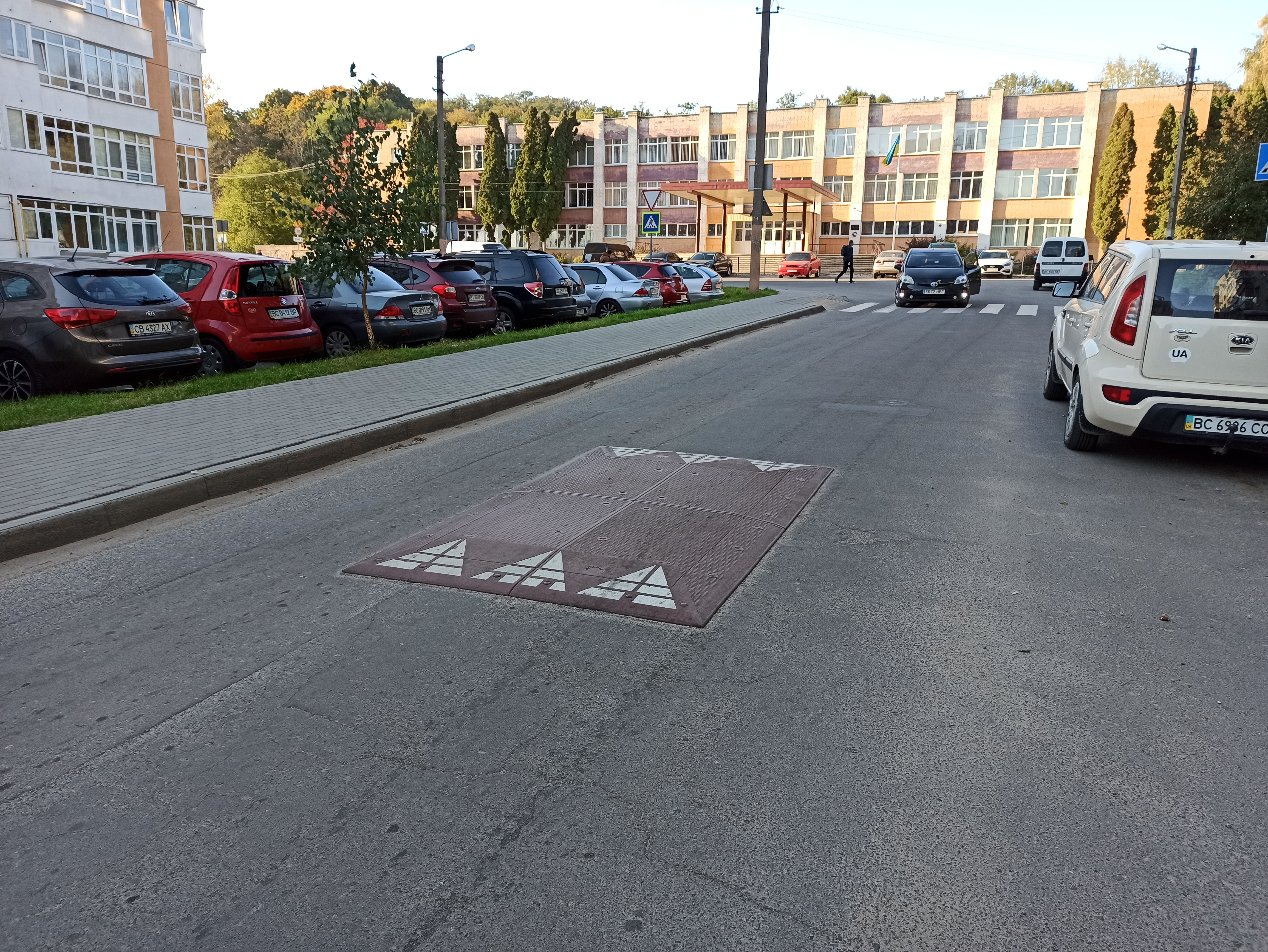
Берлінська подушка на вул. Інструментальній (Львів, Україна)

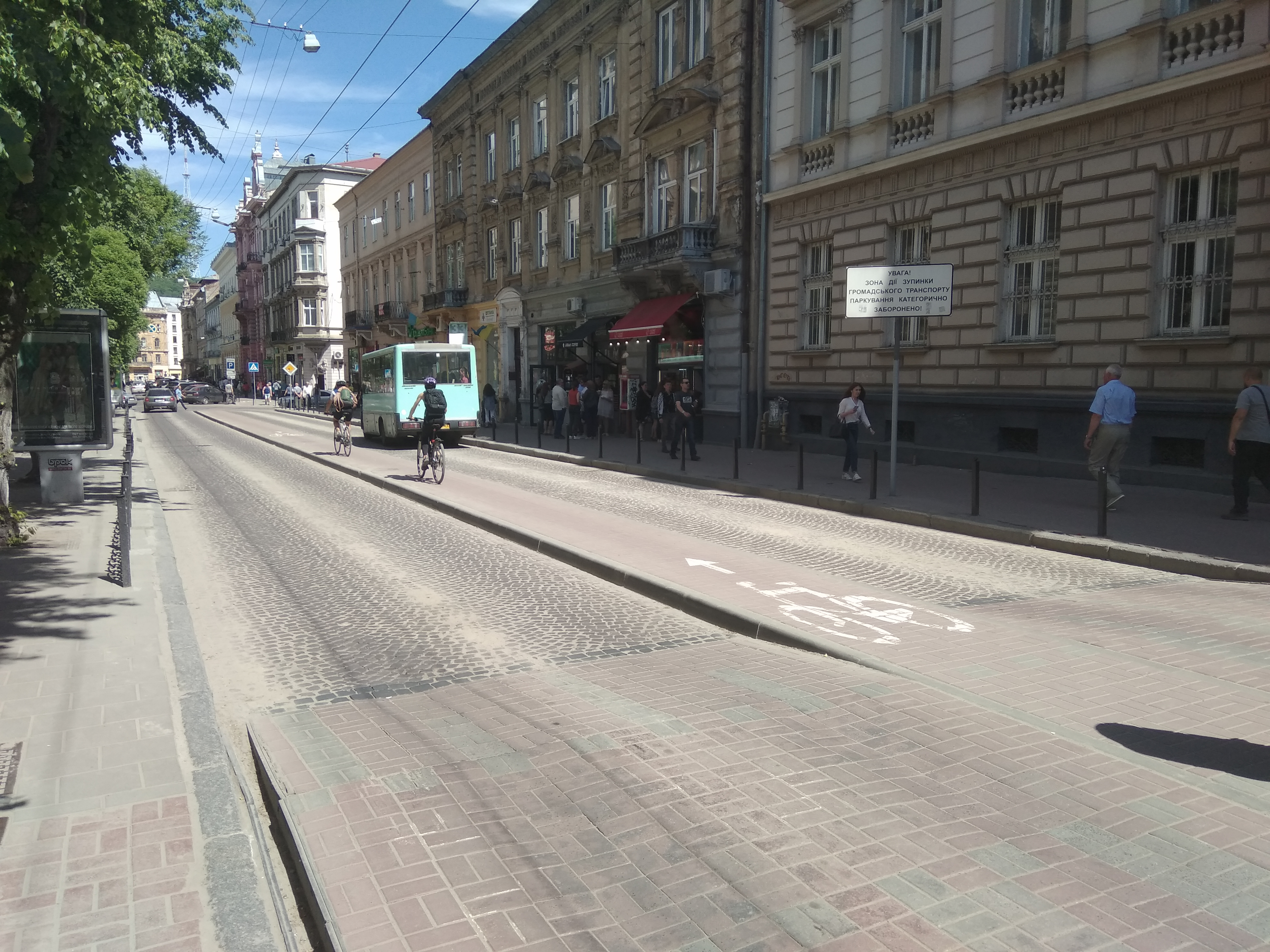
Підвищений пішохідний перехід на вул. Січових Стрільців (Львів, Україна)

Це підняття частини дорожнього покриття повинне створювати дискомфорт для водіїв, які рухаються на високих швидкостях. Як висота підняття, так і крутизна впливають на інтенсивність зміщення транспортного засобу. Заходи щодо вертикального відхилення включають:
- «Лежачі поліцейські» (англ. Speed bumps), іноді розділені або зміщені посередині, щоб уникнути затримки автомобілів екстрених служб (рятувальників, швидкої допомоги, що використовують широкі транспортні засоби)
- Дорожні пагорби (англ. Speed humps), параболічні пристрої, які є менш агресивними, ніж «лежачі поліцейські».
- Дорожні подушки (англ. Speed cushions) — два або три невеликі випуклі квадрати/прямокутники, розташовані в лінію поперек дороги, які уповільнюють рух автомобілів, але дозволяють ширшим машинам екстреної допомоги проїхати між ними, щоб не сповільнювати час реагування на надзвичайну ситуацію.
- Підняття проїжджої частини (англ. Speed tables) — довгі і широкі ділянки проїжджої частини з плоским верхом, які сповільнюють рух більш поступово, ніж «лежачі поліцейські».
- Підняті пішохідні переходи, які діють як «лежачі поліцейські», часто розташовані на перехрестях.
- Дорожні заглиблення — заглиблені «лежачі поліцейські» замість піднятих (часто зустрічаються у вигляді подвійних заглиблень на велодоріжках у Нідерландах або на смугах для руху автобусів у вигляді квадратних ям у нордичних країнах).
- Зміна матеріалу або текстури покриття проїжджої частини (наприклад, вибіркове використання цегли, бруківки або полімерцементного покриття). Зміна текстури може також включати зміну кольору, щоб підкреслити водіям, що вони перебувають у зоні, орієнтованій на пішоходів.
- Шумові смуги (англ. Rumble strips), розміщені перпендикулярно до руху на проїжджій частині (а не між смугами паралельно руху), діють як «лежачі поліцейські», оскільки створюють неприємні звуки та вібрацію, коли їх перетинають на високій швидкості.

#### Горизонтальне відхилення
Змушує транспортний засіб злегка повертати вбік. До них відносяться:
- Шикани (англ. Chicanes), які створюють горизонтальне відхилення, що змушує транспортні засоби сповільнюватися на поворотах.
- Острівці безпеки також можуть створювати горизонтальне відхилення, так само як і розширення бордюрів та чокери.
- Перехрестя з круговим рухом та кільця малого радіусу є ще одним способом горизонтального відхилення, особливо, коли вони розташовані на перехрестях доріг.

Досить часто мешканці використовують різноманітні саморобні пристрої, починаючи від фальшивих знаків камер і навіть фальшивих камер контролю швидкості і закінчуючи муляжами поліцейських. Деякі канадські громади встановлюють гнучкі стовпчики посеред вулиці в шкільних зонах. На стовпчиках прикріплені знаки, що вказують на обмеження швидкості до 40 км/год.

### Україна
З 1 листопада 2020 року набули чинності національні стандарти ДСТУ 4123:2020 «Безпека дорожнього руху. Засоби заспокоєння руху. Загальні технічні вимоги».
До цього в Україні використовували лише так званий «лежачий поліцейський», а експлуатація всіх інших світових практик інженерами-проєктувальниками автодоріг відбувалася «лише на свій страх і ризик». Нові стандарти визначають вимоги до застосування та облаштування інших засобів заспокоєння дорожнього руху.
Основою для нових національних стандартів ДСТУ 4123:2020 стала світова концепція «Vision Zero» у сфері будівництва автодоріг.
Загальні вимоги та правила застосування «лежачих поліцейських» були визначені національним стандартом ДСТУ 4123:2006 «Безпека дорожнього руху. Пристрій примусового зниження швидкості дорожньо-транспортної техніки на вулицях і дорогах. Загальні технічні вимоги», який з 1 листопада 2020 року втратив чинність.

## Галерея

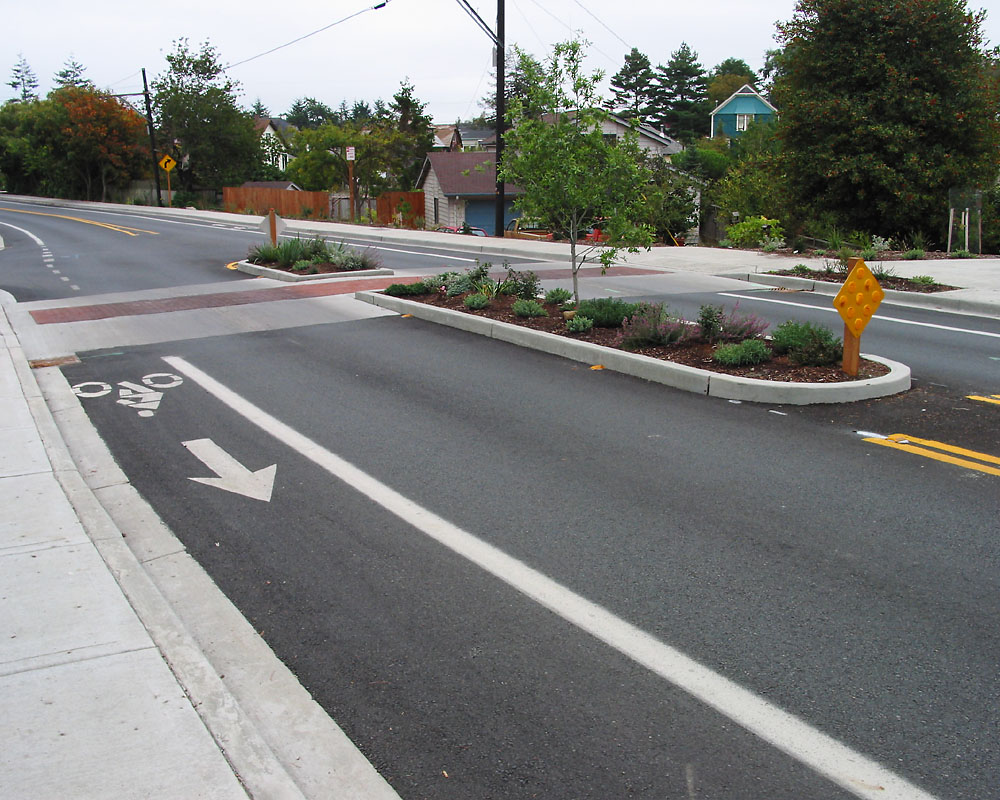
Острівець безпеки з піднятим пішохідним переходом
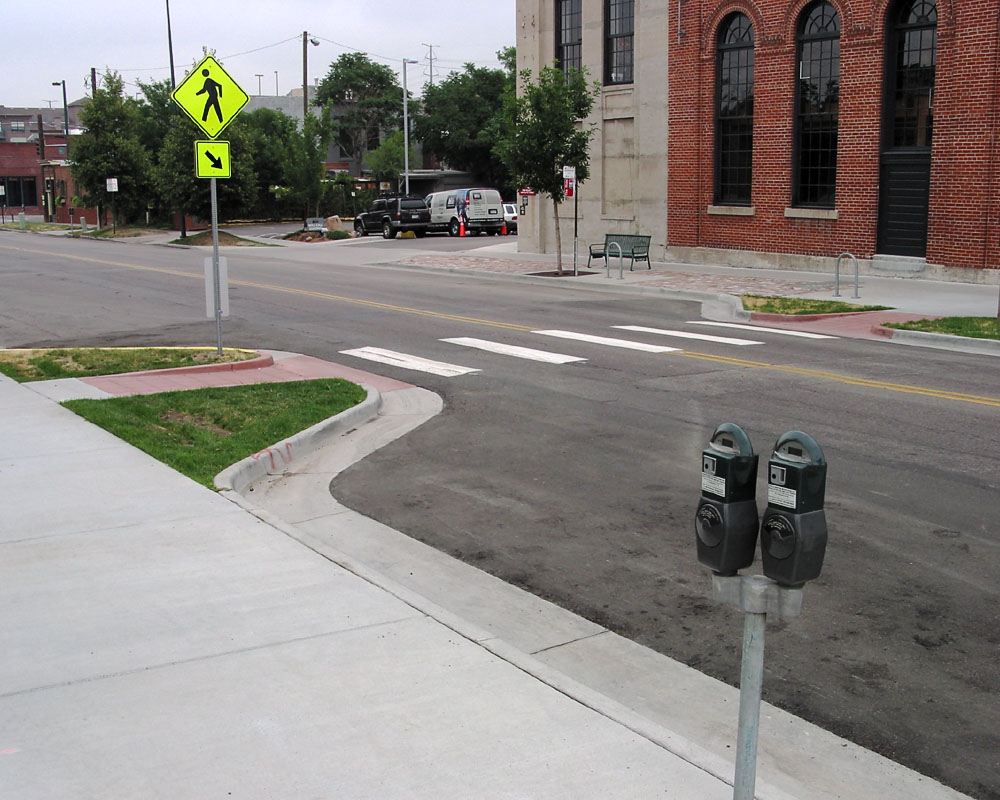
Антикишені на пішохідному переході
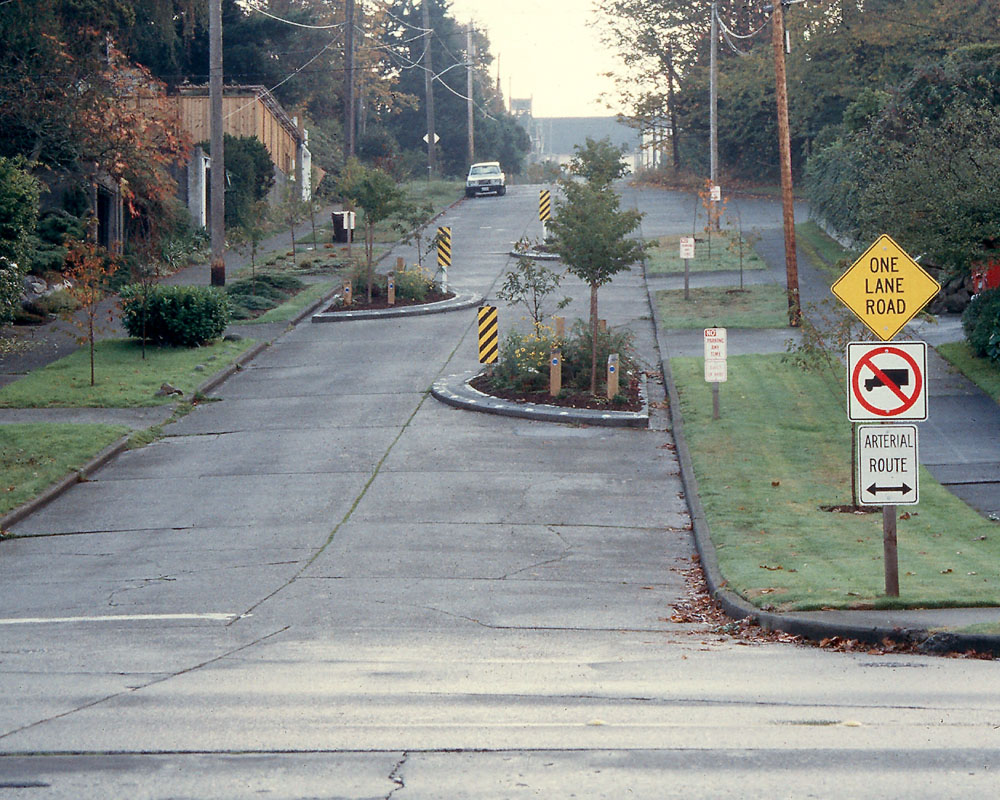
Шикани на односторонній вулиці
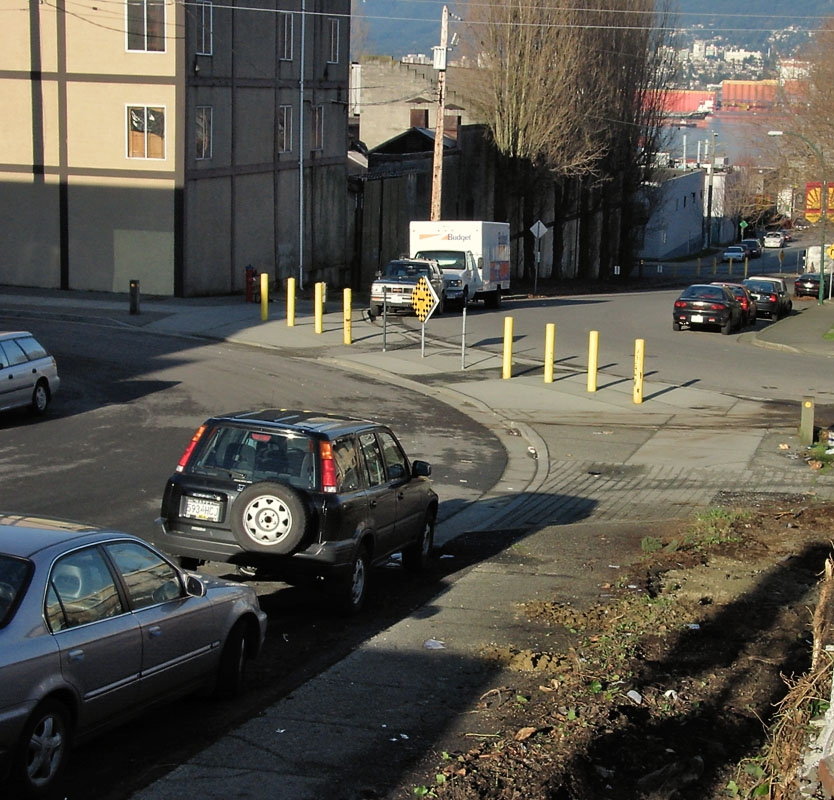
Розділювач перетворює перехрестя на два окремі повороти
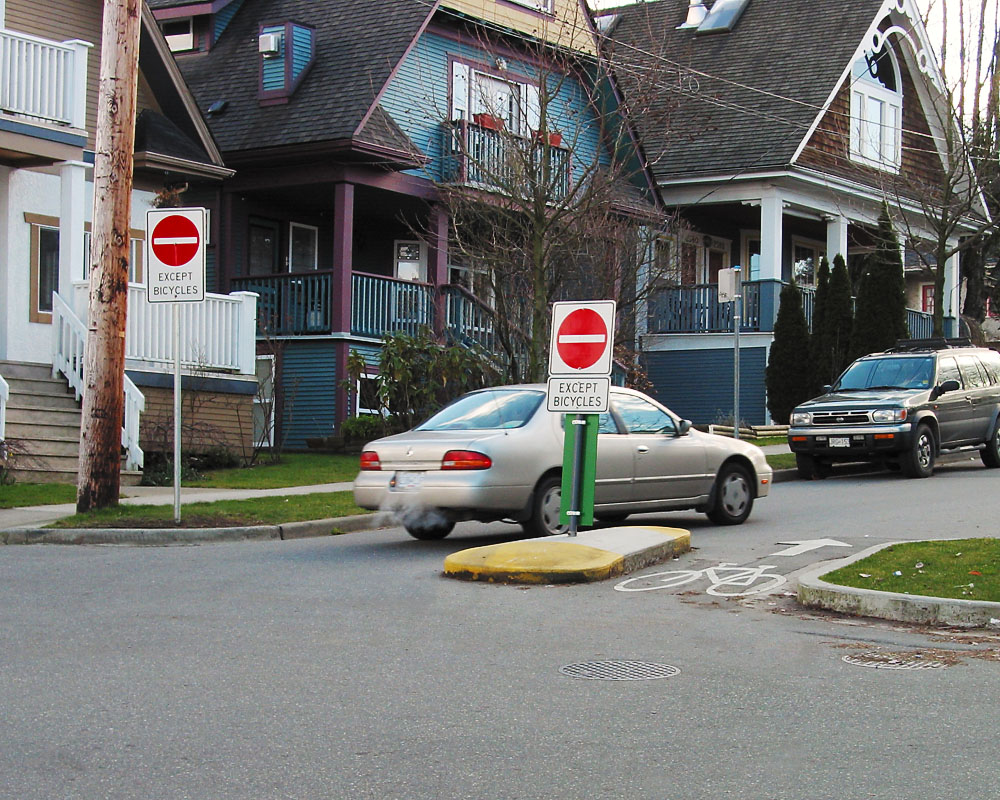
A motorist disregards a directional closure (a two-lane roadway with one terminus converted to one-way access).
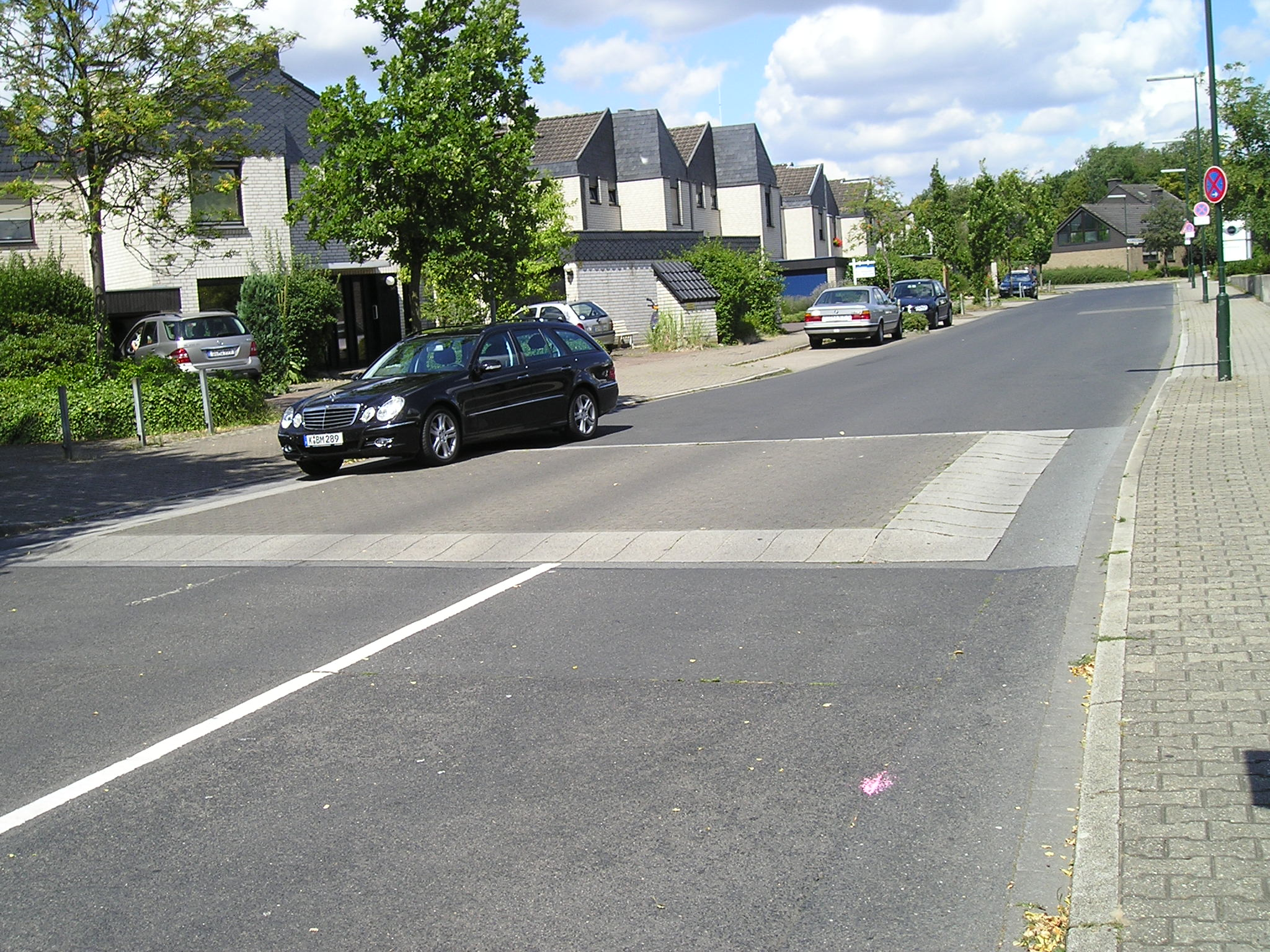
Підняття проїжджої частини
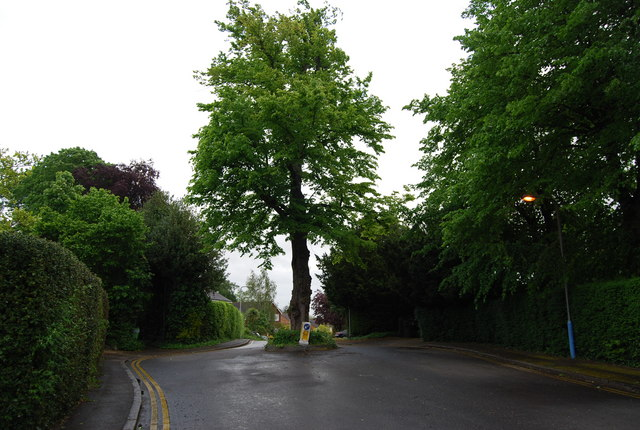
Острівець з деревом посеред дороги виконує роль заспокоєння руху
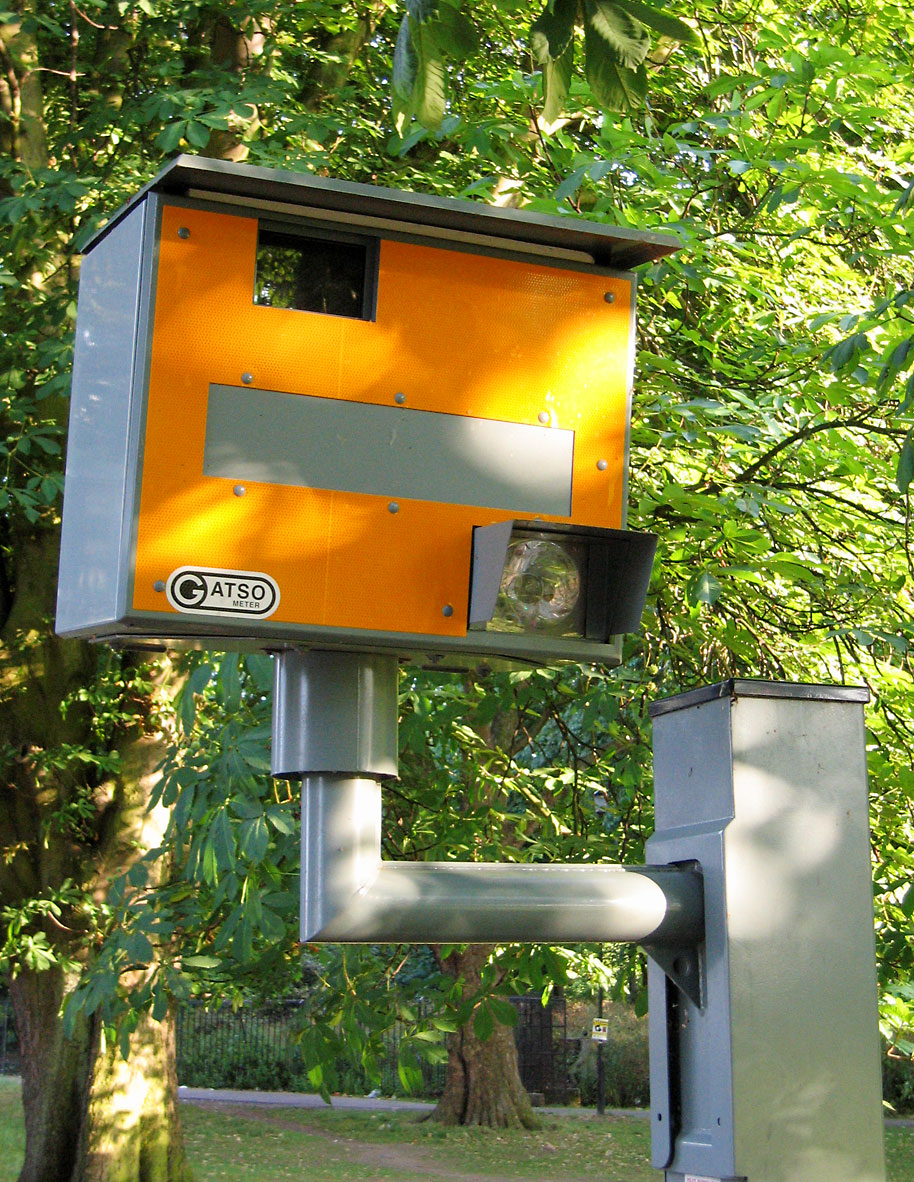
Камера автофіксації перевищення швидкості